# Corneliu Zelea Codreanu
Corneliu Zelea Codreanu (nascut Corneliu Codreanu; Husi, Romania; 13 de setembre de 1899 - Bosc de Tancabesti, 30 de novembre de 1938) va ser un advocat romanès i el líder de l'organització feixista i ultraortodoxa romanesa Legió de Sant Miquel Arcàngel (Guàrdia de Ferro).
De caràcter antisemita, anticomunista i ultranacionalista, l'organització va actuar en política i Codreanu va ser elegit diputat, alhora que va organitzar una branca paramilitar, la Guàrdia de Ferro. Després de la dissolució de Parlament i l'establiment d'una monarquia dictatorial pel rei Carles II de Romania en 1938, Codreanu va ser empresonat juntament amb altres legionaris; poc després, aparentment en el curs d'un intent de fugida, va ser abatut pels guàrdies, encara que és probable que el seu assassinat hagi estat deliberadament instigat pel rei.

## Inicis
Va ser fill d'Ion Zelenski, professor d'ensenyament secundari nacionalista originari de Bucovina, i de la seva esposa alemanya Elisabeth Brunner. El 1902, Ion va canviar el seu cognom perquè sonés més romanès i va adoptar el de Zelea, afegint un segon cognom, Codreanu, en referència als seus orígens forestals (codru significa bosc en romanès).
Als onze anys va ingressar al Liceu Militar "Manastirea Dealului", a què va assistir fins 1916; va intentar allistar-voluntari en l'exèrcit a l'ingressar Romania a la Primera Guerra Mundial el 1916, però, al no tenir l'edat reglamentària, va ser rebutjat; es va unir a l'25 Regiment d'Infanteria de Vaslui, on el seu pare servia amb el grau de capità. A la signatura de l'armistici amb les potències de la Triple Aliança, Codreanu va tornar a Moldàvia per acabar la seva formació al Liceu. L'1 de setembre de 1917 va ser admès a l'Escola Militar de Botoşani, i a la tardor de 1919 va ingressar a la Universitat de Iaşi per estudiar Dret. Al poc temps va començar a militar en una organització antirevolucionària anomenada la Guàrdia de la Consciència Nacional, dedicada a enfrontar-se amb els grups d'esquerra, repartir propaganda i tractar de desbaratar les vagues a la ciutat.

### Caràcter de Codreanu
En la seva època universitària els traços de la personalitat de Codreanu van quedar marcats. Home atractiu físicament, alt, atlètic i donat a l'acció més que a la reflexió; més impulsiu que astut, mal polític professional, inclinat a reaccionar davant els esdeveniments més que a preveure'ls; bon organitzador i d'idees clares, però millor dotat per al comandament de grups petits que de grans moviments; hàbil en situacions senzilles, però poc dotat per a l'anàlisi de les complexes.

### Primeres accions
Des del seu grupuscle universitari, Codreanu va començar a desenvolupar les seves activitats d'assetjament als esquerrans: assalt a estudiants, interrupció d'obres de teatre «no patriòtiques», atacs a diaris i crema de diaris. Codreanu va comptar amb la indiferència de la policia i, quan en 1921 la Universitat va tractar de condemnar els seus excessos, Alexandru C. Cuza, degà de la seva facultat, famós pel seu antisemitisme, i altres dels seus professors, el van protegir.

### Associació amb Cuza

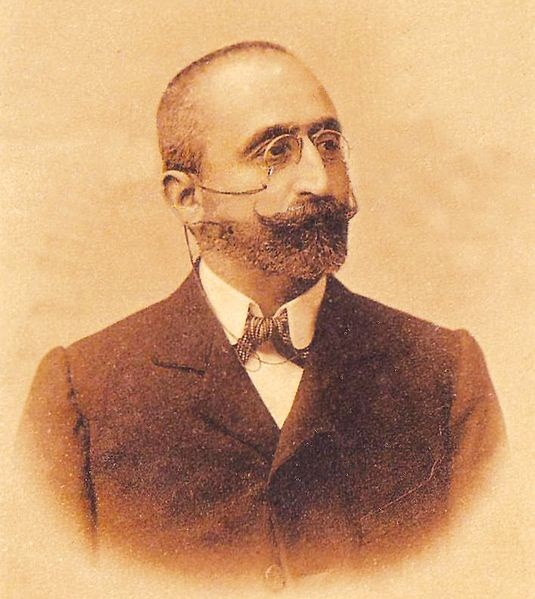
AC Cuza, rector de la facultat de dret de Iasi, furibund antisemita i mentor de Codreanu, que va ser el seu seguidor al començament dels anys vint.

Al juny de 1922 Codreanu, que havia passat a ser president de l'associació d'alumnes de dret després d'aconseguir no ser expulsat, va obtenir el seu grau, i es va traslladar breument a Jena (Alemanya) per estudiar economia política. En aquesta època la seva oposició a l'esquerra es va transformant en antisemitisme.
Al desembre va tornar a Romania, on havia sorgit un gran moviment antisemita entre els estudiants, davant la perspectiva que la nova constitució que s'estava redactant concedís els drets civils als jueus. La mobilització fracassa en el seu objectiu i en l'estiu de 1923 dona mostres de minvar. Codreanu decideix revifar amb una sèrie d'atemptats contra personalitats de país. El pla dels estudiants és descobert per la policia i els conspiradors són arrestats al començament d'octubre. Al març de 1924, el judici es transforma en un acte de propaganda i Ion Moța, company de Codreanu, augmenta l'expectació del cas assassinant al supòsit delator a la presó. Els estudiants van ser absolts.
Durant el seu empresonament Codreanu va dir tenir una visió en la capella de la presó en la qual el arcàngel Miquel li animava a dedicar la seva vida a Déu, el que el va portar, al seu retorn a Iasi, a fundar una organització de joves dedicats a la renaixença nacional, la Germandat de la Creu (Frăţia de Cruïlla). La policia - fins llavors complaent amb les accions de Codreanu i els seus seguidors - va rebre ordres en sentit contrari; i en la primavera de 1924, va desbaratar un camp de treball als afores de Iaşi, els va detenir i torturar. A finals d'octubre el mateix Codreanu va assassinar el prefecte responsable enmig del judici dels estudiants detinguts. Codreanu torna a la presó, on passa mig any abans de ser novament jutjat. Temorós de la creixent popularitat de Codreanu, el govern decideix jutjar a l'altre extrem de país, però de nou és absolt per un jurat que presenta el seu veredicte portant emblemes de la LANC.
A diferència d'altres moviments de tall feixista desenvolupats en aquests anys a Europa, la Guàrdia i la Lliga van adoptar una postura fortament religiosa, amb tints de misticisme, centrada en la defensa de l'Església Ortodoxa Romanesa i en una concepció medievalista de l'estat com a comunió religiosa ; el seu virulent anticomunisme i antisemitisme en derivaven i garantien el seu suport sobretot en la pagesia.
El 4 de març de 1923, Cuza va donar forma final a la Lliga, que es va convertir en un partit polític en el qual Codreanu ocuparia el segon càrrec dirigent.
Cuza es va incomodar amb els mètodes violents de Codreanu i, per evitar la ruptura entre els dos, aquest i mota marxen a França. El 14 havia contret matrimoni amb Elena Ilincu; poc abans de marxar a Grenoble per prosseguir el seu doctorat.
Mota i Codreanu tornen a l'abril de 1926 per participar en les eleccions, en què la LANC obté 10 diputats però Codreanu no és elegit. Insatisfet, acusa la formació d'haver-se venut a jueus. Els activistes, encapçalats per Codreanu, s'havien convertit en una nosa per a la formació de Cuza, que s'estava escorant cap a un conservadorisme més tradicional. Després de sortir derrotat en les eleccions, Codreanu torna a França.

## Ruptura amb Cuza i creació de la Legió
El juliol de 1926 les relacions entre Codreanu i Cuza es posen agror encara més a l'reprendre aquell als seus diputats més radicals al parlament, donant suport al govern.
La ruptura es produeix al maig de 1927 en tornar Codreanu a Romania. El 24 funda un nou partit polític, la Legió de Sant Miquel Arcàngel (Legiunea Arhanghelului Mihail). Organitzada militarment, a la manera d'altres moviments feixistes, la Legió tenia Codreanu com el seu "Capità"; el sentit religiós i la disciplina se sumava a l'organització de milícia per donar forma a un moviment summament compacte però, en aquest moment, minúscul.
El lideratge carismàtic de Codreanu, un hàbil propagandista, va organitzar una àmplia xarxa d'activitats, enllaçant les processons religioses, les marxes militars, el treball voluntari en àrees rurals i l'elaboració d'himnes religiós-polítics per difondre l'ideari de la LSMA, oposat a l' comunisme, al judaisme, a la liberalització política i al govern parlamentari, a què acusaven de corrupte i clientelista. El seu activisme va travessar la frontera cap a la lluita armada a la Pasqua de 1930, quan la Guàrdia de Ferro - el braç paramilitar del moviment- va començar a exercir activitats de fustigació contra l'oposició.

## Creixement del moviment
El 1930 la formació de Codreanu va decidir atacar els seus adversaris; va realitzar assalts a Besarabia, zona amb grans minories i àmplia població jueva. Al juny van crear aldarulls a la zona de Maramureş, regió amb una gran població jueva humil. Es va desencadenar una campanya d'amenaces contra la població jueva i el Govern. L'organització comptava al desembre amb uns 6000 seguidors.
Al desembre de 1930, les activitats paramilitars i, en concret, el tret contra un director de diari de centreesquerra, van portar al Consell de Ministres a prendre la resolució de dissoldre l'organització. Es va aturar a Codreanu ia un nombrós grup d'afiliats i es va clausurar el local de la formació al febrer de 1931. No obstant això, els càrrecs no van poder provar-se i tots els acusats van ser absolts, encara que l'organització va haver de canviar de nom per evitar la proscripció. Al juny d'aquest any, la Legió es va presentar a eleccions parlamentàries amb el nom de Grup de Corneli Zelea Codreanu i va obtenir 35.000 vots en alguns districtes de Moldàvia i Bessaràbia, però sense aconseguir representació parlamentària.
Al mes d'agost, i en les eleccions parcials de Neamt, el moviment va resultar primera força al districte, aconseguint 11.300 vots. Codreanu va resultar elegit diputat per primera vegada; al juliol de 1932 la Legió aconseguiria altres cinc escons, després de pobres resultats el 1931 amb una estratègia més tradicional. Les noves campanyes intensives en els districtes, la confraternització amb els camperols pobres, la seva ajuda en les tasques agrícoles, l'aura rebel de la formació davant el poder i el suport de part de l'església feien efecte. El 1932, en les eleccions convocades pel conservador i protector de la Guàrdia Alexandru Vaida-Voevod, el partit va doblegar els seus vots i va arribar als 70.000.
La violència de les proclames de la Legió (anomenada ja oficialment Guàrdia de Ferro) portarien al primer ministre Ion Duca a decretar el 10 de desembre de 1933 la seva proscripció. Setmanes més tard, el 29 de desembre, Codreanu respondria fent assassinar Duca mentre esperava un tren. En l'escàndol subsegüent, el Govern va crear un Comitè Nacional Antifeixista, i va dissoldre totes les organitzacions vinculades a la «Guàrdia».
Codreanu va ser absolt dels càrrecs per assassinat, i el 5 de juny de 1935 va refundar el moviment com a partit totul pentru Tara («Tot per la Pàtria»), sota la presidència del general Cantacuzino. Durant aquests anys redoblaria la seva acció de base, creant camps de treball i obrint cadenes de petits comerços vinculats al partit com a mitjà per obtenir fons i atraure possibles membres.

## Enfrontament amb el rei i mort

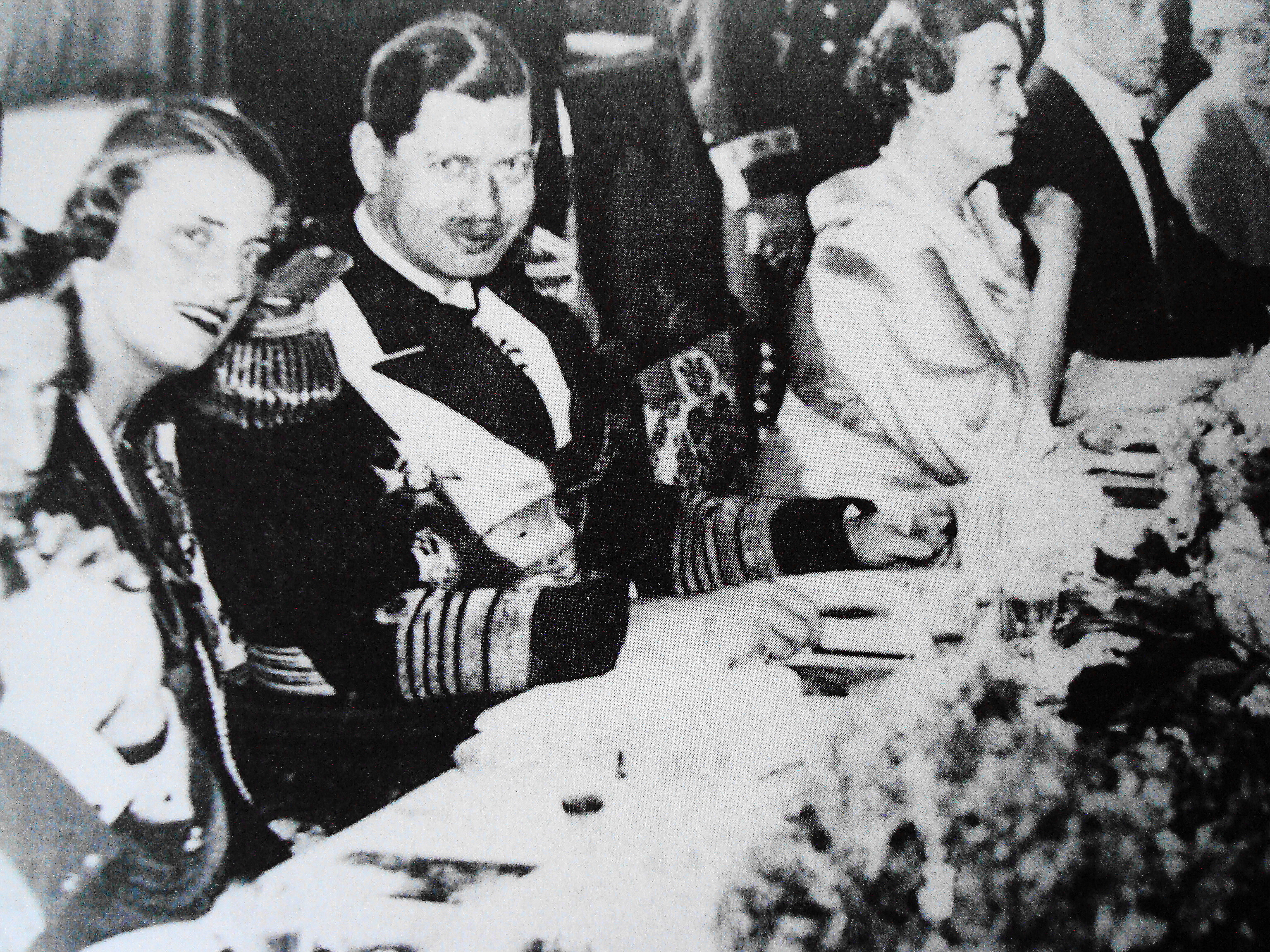
Carol II, després d'intentar controlar Codreanu i el seu moviment de masses, va ordenar suprimir a Codreanu.

Al llarg dels anys de govern del liberal Gheorghe Tătărescu es produeix un progressiu allunyament entre el monarca - que havia permès el creixement de la Guàrdia, en part per desprestigiar el sistema parlamentari - i Codreanu, que no s'havia deixat controlar pel sobirà. En un congrés d'estudiants celebrat a l'abril de 1936, les amenaces de la Guàrdia havien arribat fins a la amant del rei, d'origen jueu. Codreanu es va negar a aclarir la situació amb el rei. El brutal assassinat d'un dissident de la Guàrdia aparentment protegit pels cercles palatins i l'exigència arrogant de Codreanu a rei d'un canvi radical en política exterior al novembre de 1936 van accentuar l'allunyament entre tots dos. El desvergonyiment final va ser el rebuig de Codreanu a la proposta del rei al febrer de 1937 d'encapçalar un gabinet Legionari a canvi de cedir-li el poder a la Guàrdia. Va començar llavors l'assetjament governamental a la formació.
En 1937 aconsegueix un gran efecte propagandístic en rubricar un acord de no-agressió per a les pròximes eleccions amb la formació de Iuliu Maniu, que li confereix una pàtina de respectabilitat. En les eleccions de desembre de 1937, amb més del 15% Dels vots, el TPT es va convertir en el tercer partit més important de la nació. La situació, però, era complicada, no havent-hi un clar vencedor tot i el creixement de Codreanu.
Després encarregar la formació d'un gabinet a l'ultradretà monàrquic Octavian Goga, l'acord entre aquest i Codreanu va fer que el rei, desconfiant del pacte entre tots dos, acomiadés a Goga i proclamés una dictadura real el febrer de 1938. El 20 del mateix mes s'abolien tots els partits polítics, incloent-hi la formació de Codreanu. Aquest hi va haver de doblegar-se a les disposicions del gabinet real, dissoldre el seu partit, seus, cooperatives i restaurants.
Amb la situació política fora del seu control, Codreanu va tornar al seu costat místic i supersticiós, defugint les dificultats reals. El govern, temorós encara de la seva popularitat, decideix acabar amb ell i munta una campanya d'assetjament a través d'l'erudit Nicolae Iorga, conseller reial. Una dura carta de retret a aquest s'utilitza per arrestar-lo.
El 17 d'abril Codreanu, juntament amb gairebé tots els comandants legionaris, és detingut i condemnat inicialment a 6 mesos de presó. Se'l jutja de nou i el 27 de maig se'l condemna a deu anys de treballs forçats per «crim de traïció i humiliació contra l'ordre social i per crim de rebel·lia». Conduït a la fortalesa-presó de Jilava, se'l va traslladar poc després a la presó de Rimnicul-Sarat. Codreanu es troba ja malalt de tuberculosi i es lliura a l'oració, accentuant encara més el seu misticisme; declara que veu a Jesucrist i als morts de la Guàrdia a la seva cel·la.
La campanya d'atemptats de la Guàrdia, la delicada situació internacional, desfavorable per a Romania (submissió de Txecoslovàquia, devolució de territoris a Hongria en el Primer arbitratge de Viena) i la inquietant entrevista de Carles II amb Hitler el novembre 24, fan que aquest decideixi reforçar el seu poder al país eliminant a Codreanu.
El mateix dia exmembres de la Guàrdia van assassinar un parent del ministre d'Interior Armand Călinescu per intimidar el govern. El 30 a la nit, en un trasllat simulat, Codreanu i altres tretze legionaris van ser escanyats i tirotejats per simular una fugida. L'explicació oficial va afirmar que van caure en un tiroteig en un intent de fugida.
El moviment de Codreanu va quedar escapçat i després de l'eliminació de gairebé tota la resta de la seva cúpula, va passar a ser dirigit per personatges secundaris de la formació. Els disturbis subsegüents van portar a l'assassinat d'Armand Călinescu, que havia dirigit l'assassinat de Codreanu com a ministre de l'Interior i home fort del règim real, gairebé un any després, i a la violenta repressió de govern contra els legionaris. Els següents líders de la Guàrdia van elevar a Codreanu a l'estatus de màrtir, i avui el consideren - tot i que sense suport oficial de l'Església - un màrtir de l'Ortodòxia Romanesa.

## Escrits
- Antonio Bouthelier i Corneliu Zelea Codreanu Per als legionaris: guàrdia de ferro, Editora Nacional, 1941.